# Luciano Migliavacca
Luciano Migliavacca   (Milà, 9 d'octubre de 1919 - Milà, 21 d'octubre de 2013) va ser un sacerdot, director de cor i compositor italià.

## Biografia
Va néixer a Milà, capital provincial i seu de l'arquebisbat, el 9 d'octubre de 1919.

## Formació
Ingressà al seminari a una edat molt jove i obtingué un Mestratge en composició i un diploma en cant gregorià a l' Institut Pontifici de música sacra de Roma. També va estudiar a la Facultat teològica milanesa i es va graduar en lletres antigues de la Universitat Catòlica del Sagrat Cor de Milà (amb una tesi sobre els "orationes de tempore" del Missatger ambrosià).

## Activitats
El 1942 va ser ordenat sacerdot pel cardenal Alfredo Ildefonso Schuster. El 1957 va ser nomenat mestre de la capella musical de la catedral de Milà i alhora va ensenyar harmonització gregoriana al Pontifici Institut de Música Sacra.
Ha dirigit les revistes de música sacra, Schola i Assemblea, música sacra i polifonia de l'Edizioni Carrara de Bèrgam, escollida des del començament de la seva activitat com a editor privilegiat per a la publicació de les seves obres musicals. Va escriure l'estudi crític "Textos, melodies, diccionari" sobre els himnes ambrosians, a l'edició Opera omnia de Sant'Ambrogio. Va dirigir l '"Archivium musicae metropolitanum mediolanense", per a la transcripció de les polifonies conservades als arxius de la Fabrica del duomo de Milà. Va col·laborar amb la revista internacional de música sacra, de Venècia, a les revistes diocesanes de Milà, el Cecilian Bulletin.
Va formar part de la comissió litúrgica conciliar, de la comissió de traducció dels salms, de la comissió de revisió de la Litúrgia de les hores, de la comissió de la Santa Seu a Estrasburg per a la música, del comitè de la Santa Seu per a l'Any Europeu de la Música 1985.
Va morir a Milà el 21 d'octubre de 2013. Després del funeral, celebrat a la catedral el 23 d'octubre pel bisbe Mario Delpini, va esser enterrat en una senzilla tomba al cementiri principal de Milà.
El 2 de novembre de 2014 s'introdueix el seu nom a la Famèdia del cementiri monumental de Milà.

## Obres
Va escriure més de 70 misses i també motets especialment sobre textos de la litúrgia ambrosiana, magnificat, salms, cantates i cançons recreatives per a nens. També va compondre peces per a orgue i l'òpera Il vangelo di san Marco. Va compondre peces basades en textos de Manzoni, Ungaretti, Palazzeschi, Montale, Bacchelli, Quasimodo, Rebora, D'Annunzio, Salvadori, san Tommaso, sant'Ambrogio, El papa Pau VI.

## Discografia
- 2009 - Composicions per a orgue, CD, (Bottega Discantica)
- Laudes Mariae, música mariana monòdica i polifònica de la capella musical de la catedral de Milà. Libreria Editrice Vaticana Ares.
- 1972. Festiva Cantica, Cançons a Crist i a la Madonna a la catedral de Milà. Eco Digital Classic
- 2003. Musik im Mailänder Dom (Música a la catedral de Milà). Dette motette.
- 2003. Rorate Coeli. Cançons per a l'Advent i per Nadal. Edicions de San Paolo
- Els Himnes Ambrosians, la poesia i la música al servei del culte diví. Roars Editor.
- La Capella Musical de la Catedral de Milà. NED (Noves edicions Duomo).

## Honors
- Capellà de la seva Santedat - 1985